# 翼型

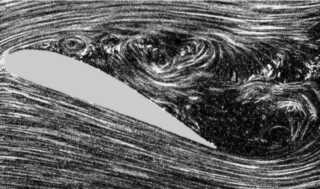
翼型の風洞実験の様子（失速した時の流れ）

翼型（よくがた、英: airfoil, aerofoil, wing section, etc）は、翼の断面形状のこと。揚力や抗力の発生と関係があり、翼の性能を左右する。まれに翼形と記されることもある。

## 形状

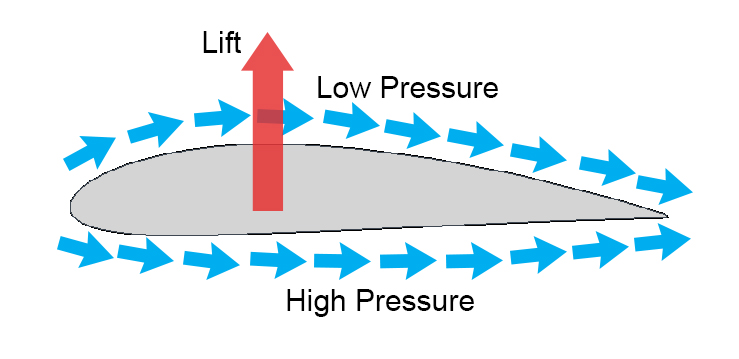
上面が負圧になり 下面が正圧になる。

翼断面として一般によく挙げられる形状は、前縁が丸く後縁が尖った形状をしている。これは「効率よく揚力を発生させるため」である。単純な板でも揚力は発生するが、抗力すなわち損失が常に大きいため実用に適さない。多くの場合、抗力を減らし揚力を増やす、つまり揚抗比を良くする視点から最適翼型が追及される。航空機の翼に限っても翼型は飛行速度・機体や翼の大きさ・使用方法などの違いによりそれぞれに最適な形状がある。
製造の際はミリ単位（あるいは0.1ミリ単位）で厳密に翼型を再現しなければ性能が一定しないといった繊細なものである。また表面の滑らかさも重要で、低い翼型再現度では簡単に境界層剥離が起こり、効力および失速性能が著しく低下する可能性がある。操縦性や安定性にも大きな影響を与えるため、翼型の選定と再現度は航空機の安全性においても大変重要な項目である。
また、レイノルズ数やマッハ数によって理想的な翼型は異なる。前述の「一般的な翼型」は、一般的な航空機において最もよく使われる速度領域、つまり亜音速領域（マッハ数 M < 0.8 程度）においてのレイノルズ数（Re > 106程度）の範囲に適した翼型と言える。
昆虫の飛行のような低レイノルズ数領域では、翼は薄ければ薄いほど、そして反りとギザギザがついた形状が優れた翼型と言なる。レイノルズ数は粘性と慣性力の比であり、値が小さいほど粘性の影響が大きいことを示す。低レイノルズ数ほど剥離が起きづらいため、前縁部を丸くしたり翼全体を凸形状にする必要が無く、また、反りを大きくできる。
衝撃波による造波抵抗が生じる超音速の領域においては前縁が鋭角的なレンズ翼やダイヤモンド翼が有利である。

## 用語

翼型各部の名称

前縁 (leading edge, L.E.)翼前方の最大極率部となることが多い。
後縁 (trailing edge, T.E.)
翼後方の最大極率部となることが多い。
翼弦（chord, コード）
前縁 (leading edge, L.E.) と後縁 (trailing edge, T.E.) とを結ぶ線分。翼弦の長さは翼弦長（chord length, コード長）という。
迎角、迎え角 (angle of attack, AoA)主流の方向と翼弦とのなす角のこと。揚力ゼロとなる角度を基準とする場合がある。文字 α（アルファ）で表すことが多い。
キャンバー (camber)翼弦と中心線の差。一般的にキャンバーといえば最大キャンバーのことをいう。キャンバーを大きくすると揚力が大きくなるが、抗力も大きくなる。
前縁半径前縁に接するような円の半径のこと。前縁半径が過小の場合翼上面で気流の剥離が発生し性能低下する。
揚抗比 (lift-to-drag ratio, L/D)揚力を抗力で割った値。理論的には揚力係数/抗力係数 (CL/CD) で求めることも多い。この値が大きいほど滑空性能が良く航続距離が長くなる特性があり、優れた翼型であるといえる。しばしば L/D（エルバイディー、エルパーディー、エルオーバーディー）とも呼ばれる。
風圧中心 (center of pressure)翼に働く揚力分布による風圧分布により、揚力と抗力の合力が翼弦線と交わる点を風圧中心という。風圧中心は翼に働く力の実質的な作用点であり、迎え角により変化する。風圧中心の変化が大きくなると、飛行機の安定や翼の構造に良くないため、それを最小限におさえる必要があり、最大キャンバーを小さくする、最大キャンバーの位置をなるべく前縁に接近させる、翼の後縁を上方に反らすなどの対策を施す必要がある。
空力中心 (aerodynamic center)翼弦線上にあって、その点を中心とした空力モーメント（縦に回転する力）が迎角の変化に対しても０となるような点を空力中心という。風圧中心がこの点を境に前に移動すると前縁周りの縦のモーメントが働き、風圧中心がこの点を境に後ろに移動すると後縁周りの縦のモーメントが働くようになる。

## 翼型と揚力の関係
前述の通り、レイノルズ数が小さい領域では薄板状の翼型が最適となる。翼型に対してレイノルズ数の影響が大きく、紙飛行機に適した翼型は昆虫の場合とほぼ同じ薄板状になる。
シュミッツの実験によると、レイノルズ数104では、厚みのある翼型よりは薄い平板、さらにそれらよりも薄い板を曲げたもののほうが揚抗比に優れる。翼のサイズによっては、涙滴形状よりも単なる平板の方が大きな揚力を発生させることがあるという。
レイノルズ数が少し大きくなると、鳥の飛行の領域になる。前縁が丸く、全体に湾曲した薄い翼型が最適なものとなる。初期の飛行機は鳥によく似た翼型を持っていたが、これは初期に作られた小型風洞で扱えるレイノルズ数が鳥の領域とほぼ同等であったためである。
さらに、レイノルズ数が大きくなると、飛行機の領域になり、後に示すような曲がった涙滴型が最適となる。
後述するように、翼は上面が重要な意味を持ち、クローズホールドからウィンドアビームの状態のヨット等の帆、ハンググライダーの翼は、「風をはらんだ」時に、通常の翼型の上面と同じような形状になる。平板になるのは無風の時と使用していない時である。さらに、最適な翼型に近づけるため、上下2枚の布からなり、前から間に空気を入れてふくらむ構造を持つハンググライダーの翼もある。
航空機の主翼はある程度の強度が必要であるため、一定以上の厚みを持たせる必要がある。航空機において必要な強度を確保する厚さをとって平板とした場合、当然ながら空気抵抗が大きくなる。結果として、いわゆる一般的な翼型では前縁が曲線的で後縁が鋭くとがった涙滴形状になっている。このような形状の翼であれば、気流が翼の表面を沿って流れるため、空気抵抗は非常に小さくなる（理由は下記参照）。そしてそのような状態で若干の迎角をつければ揚力が生じる事になる。翼の下面において気流が押し下げられているのは当然だが、翼の上面においても気流が翼面に沿って流れる性質によって気流が下方向に曲げられており、その双方で揚力を発生している。
なお、迎角をつければ揚力が増すが、迎角が大きくなると気流が翼表面から剥離しやすくなる。剥離すると急激に空気抵抗が増大し、揚力は下がる。この状態を失速という。翼型には、迎角をより大きくとれる対失速性能が求められる場合がある。
対失速性能を向上させる工夫のひとつは、翼弦を湾曲させる事である。すると迎角が大きいときに翼の前側での剥離を抑えられる。このような翼型は、現代より低速であった初期の航空機に例が多い。（高速域では揚力過剰となり、抵抗も大きい）。現代航空機では、フラップという翼形を一時的に変化させる装置があり、離着陸時など低速時に作動し、翼面積とキャンバおよび迎角を増大させる。
また、翼型は上下対称ではなく、上面のほうが下面に比べて若干膨らみが大きいものが多い。翼の後縁部では、上面を沿った気流が下向きに、下面を沿った気流は上向きになるが、上面の膨らみが大きければ下向きの気流のほうが上向きの気流よりも、角度が大きくなる。つまりこういった翼型であれば、翼自体の迎角はゼロであっても、若干の迎角をつけたのと等しい効果がある。あるいは上記の翼型を湾曲させた形状に対し、翼の上面の膨らみをそのままに、下面のみ凹みを埋めたもの、とも解釈できる。実際、航空機の主翼形式が 複葉機から単葉機に移行した際には、主翼の厚みを大きくして構造を強化しているが、その際には翼型が湾曲してかつ薄い形状から、上面が膨らみを持った形状へと移行している。

### よくある誤解
揚力の発生について以下のような説明がされることがあるが、誤りである（特に太字部分）。
- 翼は上面が緩やかにカーブし、下面は直線的となっている。翼の上下に分かれた流れは、後縁において同着しなければならない（または、する）。従って、より距離の長い翼上面の流れが加速され、気圧が下がり揚力が発生する。

これは翼型の多くが、上面のほうが下面よりも膨らみが大きい事から生じた誤解である。上述の通り翼型で上面のほうが下面よりも膨らみが大きいのは、若干の迎角をつけるに等しい効果を得るためである。従って全ての翼型においてそうだという訳ではなく、上面と下面の膨らみの差があまり大きくない翼型も存在する。言い換えれば、上述の誤った説明においては、上面と下面の膨らみの差があまり大きくない翼型においても揚力が発生することが説明できない。
また揚力は迎角によっても変わり、上下対称な薄い平板でも生じる理由について、この説明ではわからない。

### 剥離を防ぐ形状
一般的な翼型では前縁が曲線的で後縁が鋭くとがっている。また、翼の分厚い部分は前方に寄っている。これは流れが剥離しないように圧力勾配の正負を配慮したものである。翼面の前半部では、上流の方が下流よりも圧力が大きい順圧力勾配（圧力勾配が負）となっているため流れは安定である。一方、翼面の後半部では下流に進むにつれて圧力が大きくなる逆圧力勾配（圧力勾配が正）となっているため流れが不安定で、翼面の傾斜を緩やかにしないと流れが剥離しやすい。翼から流れが全面的に剥離し、翼本来の機能を果たせなくなった状態は失速と呼ばれ、迎角が大きすぎる場合と同様に翼の不適切な設計も失速を招く。失速を避けるために近代的な飛行機の翼やプロペラなどはすべて後半部は緩やかな面となるように設計されている。ほとんどの翼で前縁が丸い理由は、何らかの理由で迎角が適正値から大きくはずれた場合でもすぐには翼の全面で剥離が起きないように配慮されているためである。
同様の理屈は内部流れである縮小・拡大管路についても言える。たとえばエアインテイクやベンチュリ管、アフターバーナーや超音速風洞などでも、やはり圧力勾配を考慮した拡大/縮小率となっている。

## さまざまな翼型

### 理論的な翼型

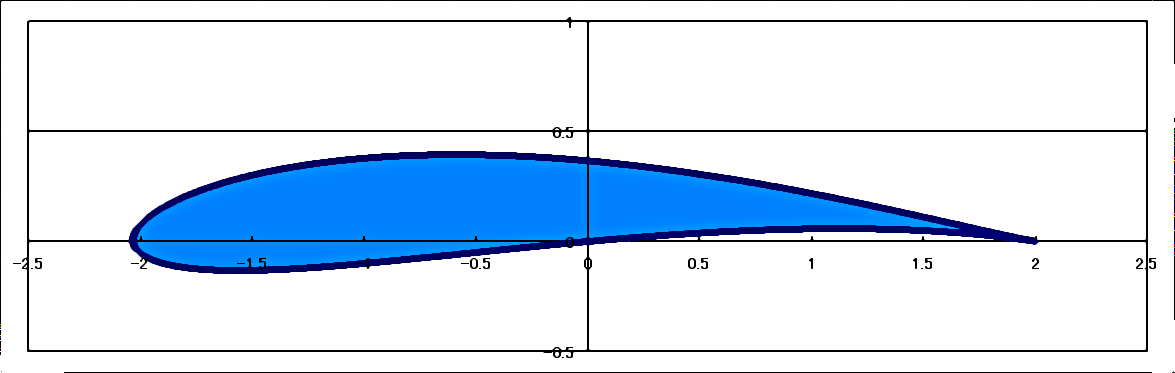
一般ジューコフスキー翼

すでに解かれている円柱周りにおける完全流体の流れを座標変換することにより、翼型の性能を算出しようとする考え方がある。どのような翼型でも対応する写像が存在し、翼の性能を求めることができる。ただしこれにより求められる値は粘性のない完全流体として求めた値であるため、実在流体とは差が生じる。
ジューコフスキー翼
もっとも基本的な写像によって得られるのがジューコフスキー翼である。ジューコフスキー翼は実際の翼型に近い翼型が得られるが、後縁でなす角度（後縁角）が0度となって後縁が非常に薄くなるため、強度の維持に問題がある。名前の由来はニコライ・ジュコーフスキーから。

### NACA翼型
詳細は「NACA翼型」を参照
NASAの前身NACAが定義した翼型で、NACA1234等と番号名称が付されている。4桁・5桁・6桁の系列があり、各桁の数字が最大キャンバー位置・厚さといった翼型のパラメータを表す。
4桁（NACA 4-digit series）
最大キャンバー位置を翼弦長の40%に設定した、癖のない特性を持つ翼型。揚力係数はあまり大きくなく、抗力係数もあまり小さくはないが、穏やかな失速特性を示す。
5桁（NACA 5-digit series）
4-digit seriesに比べて最大キャンバー位置を前方に配置した翼型。揚力係数大、抗力係数小であるが、急激な失速を起こす。
6系（NACA 6 series）
層流翼とも。1940年代に登場した翼型。従来よりも最大翼厚位置を後方（翼弦の40-50%）に配置し、流れの加速域を広げることで乱流遷移を遅らせ、摩擦抗力の低減を狙った翼型。圧力抗力に比べて摩擦抗力の割合が大きくなる高速時の翼型としては理想的だが、工作精度に神経質で表面成形不備時の性能劣化や、最大揚力係数が小さいため失速特性が悪化する、など問題も多い。実用化されたのは1940年代半ばのP-51や強風 (航空機)が最初である。超音速領域用の層流翼の研究もなされている（#外部リンク参照）。

### 遷音速翼型

一般的な層流翼型とスーパークリティカル翼型の比較

遷音速領域で飛行すると機体の一部、たとえば主翼の上面に超音速流が発生し、衝撃波や剥離によって飛行性能が悪化する。この超音速流が発生する限界速度をクリティカルマッハ数（Mdd）と呼び、また衝撃波の発生による急激な抵抗の増加を抵抗発散（drag divergence）と呼ぶ。
遷音速翼型 (transonic airfoil) は、クリティカルマッハ数が高く、抵抗発散を起こしにくい翼型であり、DC-8を開発中の1950年代前半にダグラス・エアクラフトのショグラン（Ivar L. Shogran）らが到達した無銘の翼型（逆キャンバー翼と通称されていた）を基に、英国立物理学研究所のピアシー（H.H. Pearcey）がピーキー翼型（peaky airfoil）と名付けて体系化し、更にラングレー研究所のウィットカム（Richard T. Whitcomb - エリアルールの発見者）がスーパークリティカル翼型（supercritical airfoil）の名で実験を繰り返した。
デ・ハビランド・エアクラフトがDH.121 トライデント向けに自社開発し、VC-10やA300にも採用されたリア･ローディング翼型（rear loading airfoil または trailing-edge camber airfoil, RAE 2800系）も一変種で、これらは外形からフラット・トップ翼型（flat top airfoil）とも総称される。
上面が平坦で、下面後半がスプーンを伏せたような凹形にしゃくれた断面形状から、複葉機時代に先祖返りしたような印象さえ与える。一般的な層流翼型と比べ負圧中心が前進し、圧力勾配はなだらかである。丸められた前縁、並びに薄い後縁で敢えて少量の衝撃波発生を許容することで、翼全体として流速を平均化し、乱流の発生を抑制。高揚抗比を保ちつつ、クリティカルマッハ数を約0.1（速度にして15%程度）向上させた。
高速向けでありながら厚翼、かつ小後退角で済むため、翼内スペース確保や剛性向上、構造重量軽減など実用面でも利点が多く、1960年代以降、現在に至るジェット旅客機の大半でこの種の翼型が用いられている。

### 超音速領域に適した翼型
超音速飛行する飛翔体に用いる翼型に求められるのは、特に前方に生ずる衝撃波を翼前縁に付着するような形状であることである。これにより、最も効率的な翼断面形はほとんど厚みのない平板翼となる。構造強度の問題などから平板翼を採用出来ない場合、翼厚を有する翼型として、くさび翼・ダイヤモンド翼 (double wedge airfoil)・レンズ翼（biconvex airfoil; F-104など）等が用いられる。これらの超音速翼型はミサイルや超音速飛行を重視した一部の航空機に適用される程度で、現在の超音速飛行が可能な航空機の翼型は翼厚比の小さい NACA 6 series 翼型などを用いている。

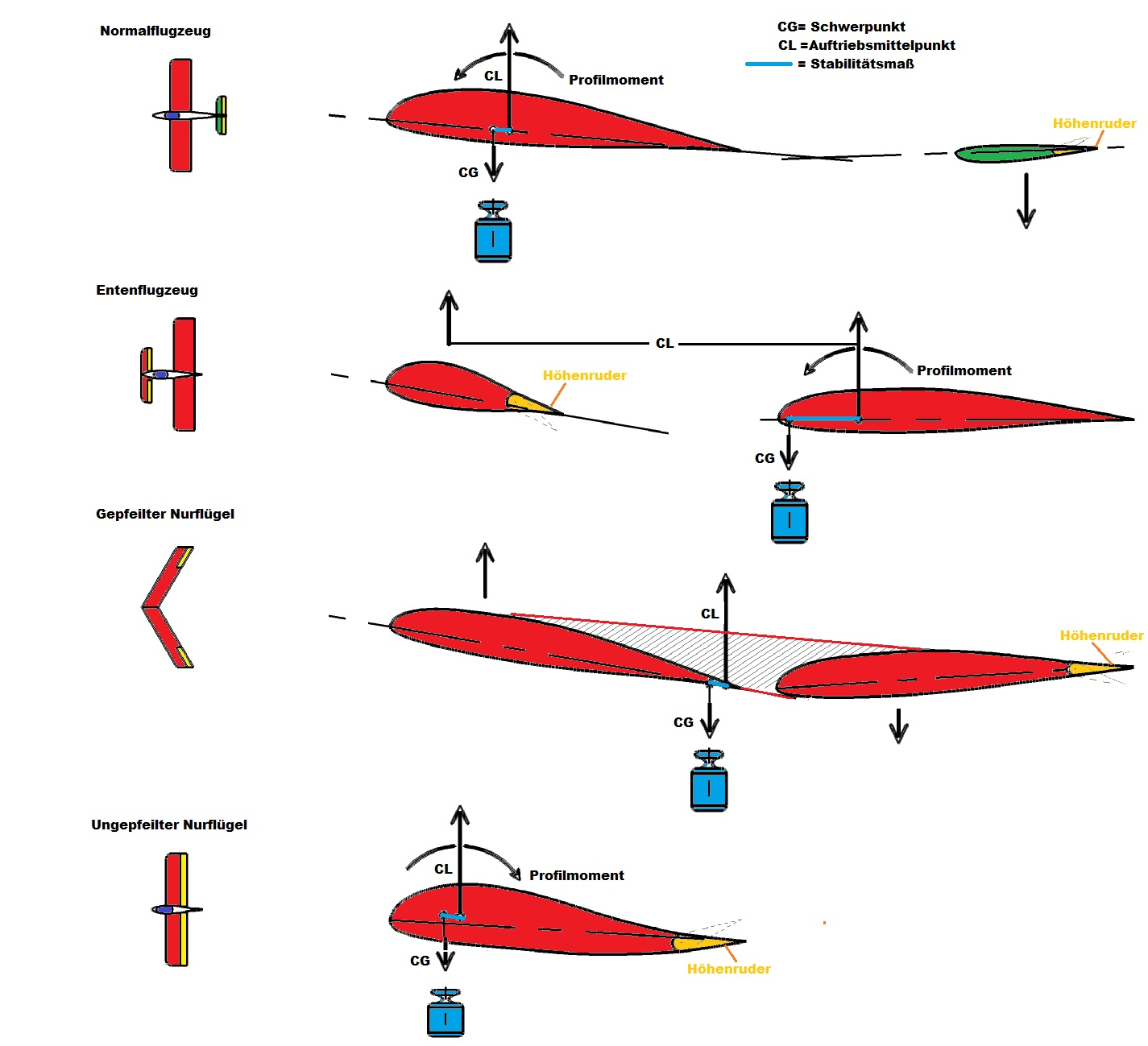
上から3番目が後退角を付けネジリ下げ翼を持つ全翼機の翼型、一番下はS字キャンバー翼型である

他にウェイブライダー翼で揚力を得る方法もある。

### 無尾翼機・全翼機の翼型
無尾翼機・全翼機は水平尾翼を持たないので、翼型はピッチングモーメントがゼロに近いこと（自立安定性）が要求される。これを満たすため、後縁が上方に湾曲したS字型のキャンバーを持つ翼型が開発された。ただしブーメランのように後退角を付けた細長い翼を持つ全翼機では通常の翼型を採用し、ネジリ下げによって自立安定を得る事が多い。B-2に代表される現代の軍用機ではコンピュータ制御によってピッチングを制御している。

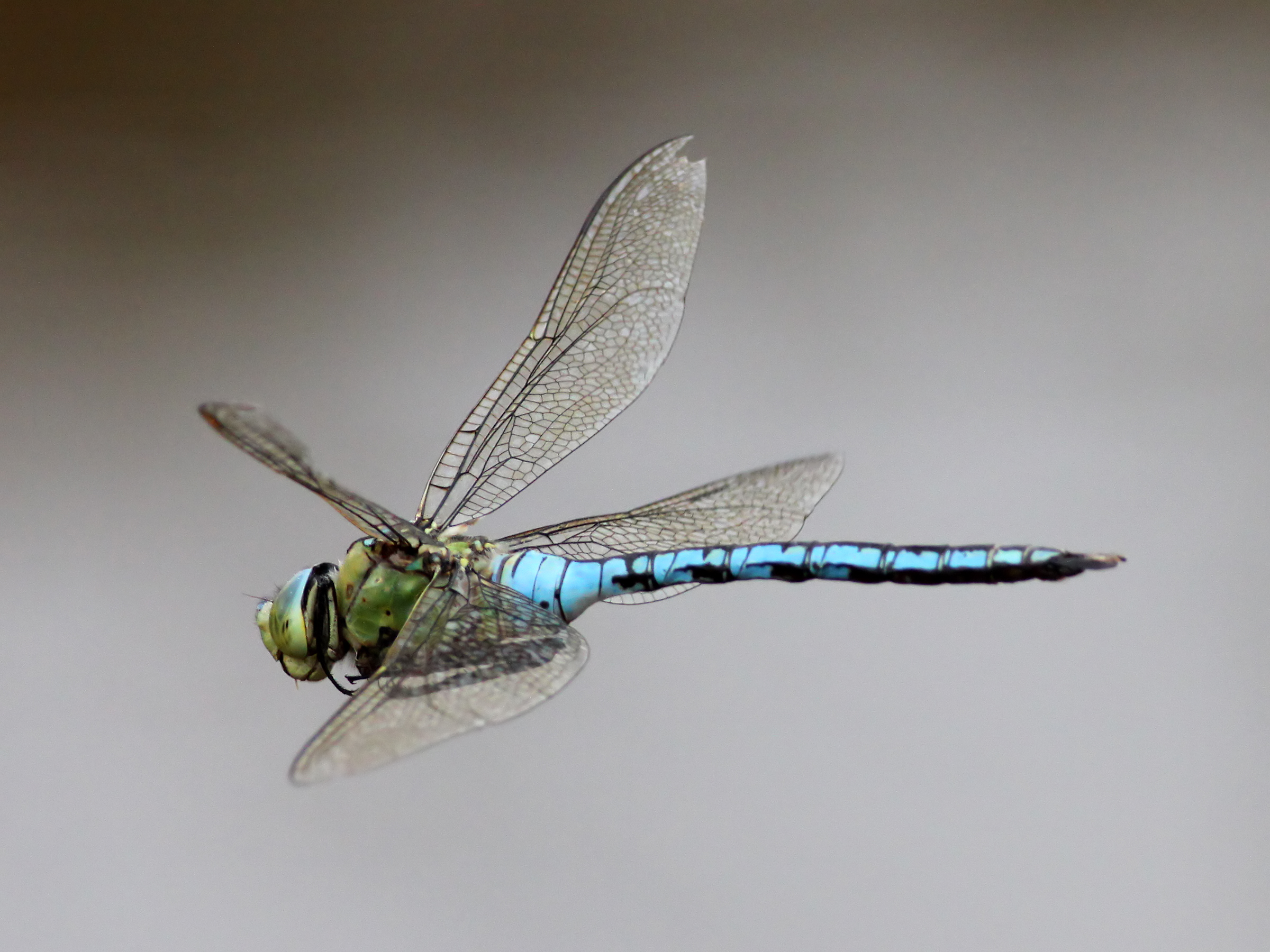
トンボの翼型は平面でザラザラした表面を持つため、低レイノルズでの飛行能力は非常に高くなっている

### 乱流翼（低レイノルズ用）
軽飛行機、グライダーまたは模型航空機においては、翼面の境界層を故意に乱流化したほうが流れの剥離が遅れ、揚力係数の増加、抗力係数の減少など、翼型性能の向上が生ずる場合がある。そのため、翼面の粗面化、翼面に突起をつけるなど、乱流遷移を促進する加工が行われる。このような翼を乱流翼と呼ぶ。小さな昆虫の翅は表面が凸凹しているが、これは昆虫の羽がごく小さいことで、空気の粘性が問題となってくるためであり、翼表面が凸凹している方が効率が良くなるためである。

### 対称翼

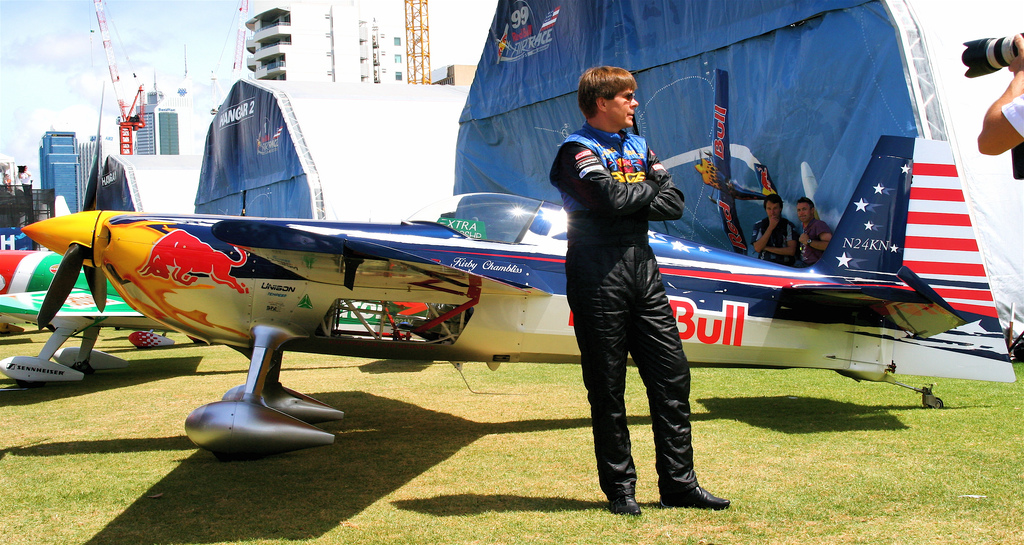
対称翼を採用したエアレース機（ジブコ エッジ540）

中心線に関し上面と下面の形状が対称な翼型。中心線と翼弦が一致しキャンバーはゼロ。
飛行時（背面飛行を含む）には適切な迎角姿勢を取ることで揚力を得る。このため一般的な翼型と比べると抗力が大きい。
一般的な翼型は迎え角がプラスに増加するとともに風圧中心が前縁側に移動するが、対称翼の場合移動量が少ないという特徴がある。したがって重心と揚力のバランスの変化が少なく、縦安定性が良い。これらの特性はエアロバティックやエアレースなどでは有利に働くため、これらの競技に特化した機種に使われている。

## 現実の翼における翼型
どの断面でも同じ翼型をしていて、ねじれもなく、無限（ないし半無限）の長さを持つと考えることができる翼は2次元翼と呼ばれ、理論計算や風洞実験で使われる。風洞で使う場合は壁から壁まで翼を伸ばすことで翼端を無くすのと同様の効果を得ている。一方、航空機などにおいて現実に使われる翼では、長さが有限で翼端が存在し、3次元翼と呼ばれる。加えて 
- 翼幅方向に渡ってねじり（ねじり下げ/ねじり上げ）がつけられている
- 位置によって異なる複数の翼型を使っている

ことが普通で、さらに上反角か下反角が付くことも多い。
従来の航空機の主翼設計においては、前述のNACA翼型など、あらかじめ用意された翼型の中から要求に近い特性を持ったものを選んで用いていた。しかし、数値流体力学 (CFD) が発達した現在では、これを用いて要求性能を満たす翼型を機種ごとに独自設計することが一般的になっており、多種多様な翼型が開発されている。なお、尾翼に関しては現在でも既存の翼型が用いられることがしばしばある。
航空機の翼以外に、プロペラ（スクリュープロペラ）、圧縮機やタービン、風力タービン（風力発電用の風車）などさまざまな翼が存在するが、それぞれ使用される環境での速度・圧力・温度・作動流体などが異なり、また衝撃波やキャビテーションによる制約があるなどするため、条件に適した翼型が使われている。
機械の翼は一般に剛性が高く、通常は稼動中に変形しないことを前提としている。帆やハンググライダー、パラグライダーなどのいわゆる膜翼は、空気力を受けて受動的に変形することはあるが、本来望ましいこととされているわけではない。また航空機では、翼前縁のうち氷が付着しやすい箇所には防氷か除氷装置を付けることが一般的である。このように人工物では翼の形状、なかでも翼型を常に一定形状に保ち、大規模な剥離の発生を防ぐことが非常に重視されている。
一方、生物の翼は受動的または能動的に変形し、翼型なども変わることが多いが、こうした変化を有効に使っている思われるケースも存在する。そもそも羽ばたき翼の場合は、渦を積極的に利用するなど揚力の発生メカニズム自体が航空機と大きく異なっていることも関連する。NASAなどが F/A-18 を改造して行っている X-53計画は、空気力による変形を積極的に利用しようという実験の一例である。